# Khaled Zagar
Pas d'image ? Cliquez ici

a Compétitions nationales et continentales officielles uniquement.

b Matchs officiels uniquement.
Dernière mise à jour le 18 septembre 2018.
Khaled Zagar (dit Zig Zag), né le 27 juillet 1988 à Monaco, est un joueur de rugby à XV français qui évolue au poste d'ailier au sein de l'effectif du Rugby club toulonnais (1,74 m pour 83 kg).
Il a intégré le pôle espoir à Marcoussis lors de la saison 2006-2007.

## Palmarès

### En club
- Champion de France de Pro D2 : 2008
- Quart-de-finaliste du Championnat de France Crabos : 2006

### En équipe nationale
- Équipe de France -19 ans : participations aux championnats du monde 2006 à Dubaï (2 sélections) et 2007 à Belfast (2 sélections, comme titulaire)
- Équipe de France -18 ans : 3 sélections (Irlande, Écosse, Angleterre) et Grand chelem en 2006